# Adolph Kiefer
Adolph Kiefer, född 27 juni 1918 i Chicago, död 5 maj 2017 i Wadsworth i Illinois, var en amerikansk simmare.
Kiefer blev olympisk mästare på 100 meter ryggsim  vid sommarspelen 1936 i Berlin.